# Sportowe ratownictwo wodne
Sportowe ratownictwo wodne (lifesaving) – dyscyplina sportowa, w której zawodnicy rywalizują w oparciu o umiejętności, szybkość i pracę zespołową wykonując działania polegające na ratowaniu życia, reanimacji i udzielaniu pierwszej pomocy w warunkach symulowanych. Często odnosi się do bezpieczeństwa na wodzie i ratownictwa wodnego; może jednak obejmować ratowanie na lodzie, ratowanie od powodzi i rzek, ratowanie na basenie i innej pierwszej pomocy. Działania ratujące życie, wyspecjalizowane w środowisku oceanicznym, nazywa się ratowaniem morskim.
Sportowe Ratownictwo wodne stało się coraz popularniejszym sportem w wielu krajach. Tę dyscyplinę sportu można uprawiać w pomieszczeniach, w basenach lub na plaży, w taki sam sposób jak ratownicy w basenie i ratownicy na plaży. Sport ratujący życie jest jednym z niewielu sportów, które mają humanitarny cel: trenować lepszych ratowników życia i strażników życia.
Światowym organem zarządzającym sportem ratującym życie jest ILS. Każdy kraj ma swój państwowy organ zarządzający. W Polsce polskim związkiem sportowym w dyscyplinie ratownictwo wodne jest Wodne Ochotnicze Pogotowie Ratunkowe. W niektórych krajach (w tym w Wielkiej Brytanii, Australii i Nowej Zelandii) istnieje wiele organów zarządzających powiązanych z ILSF. Dzieje się tak często z powodu różnych elementów ratowania życia w kraju, które koncentrują się na osobnych organizacjach (np. Royal Life Saving Society koncentrujące się głównie na bezpieczeństwie w basenie, a Surf Life Saving Association skupia się na bezpieczeństwie na plaży).

## Zawody ratownicze

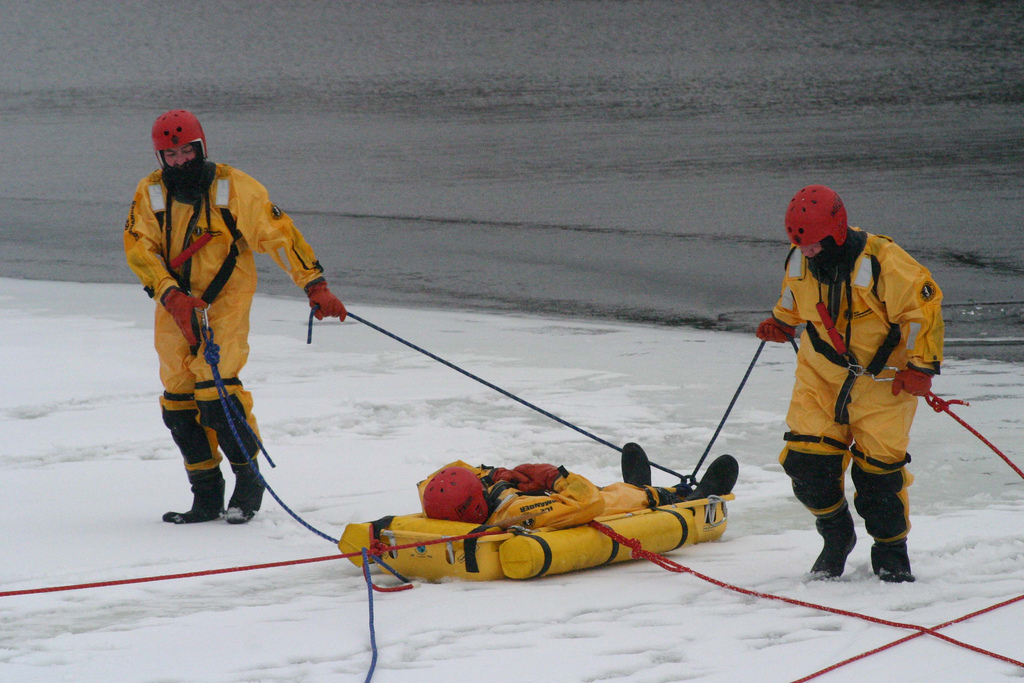
Trening ratowników na lodzie

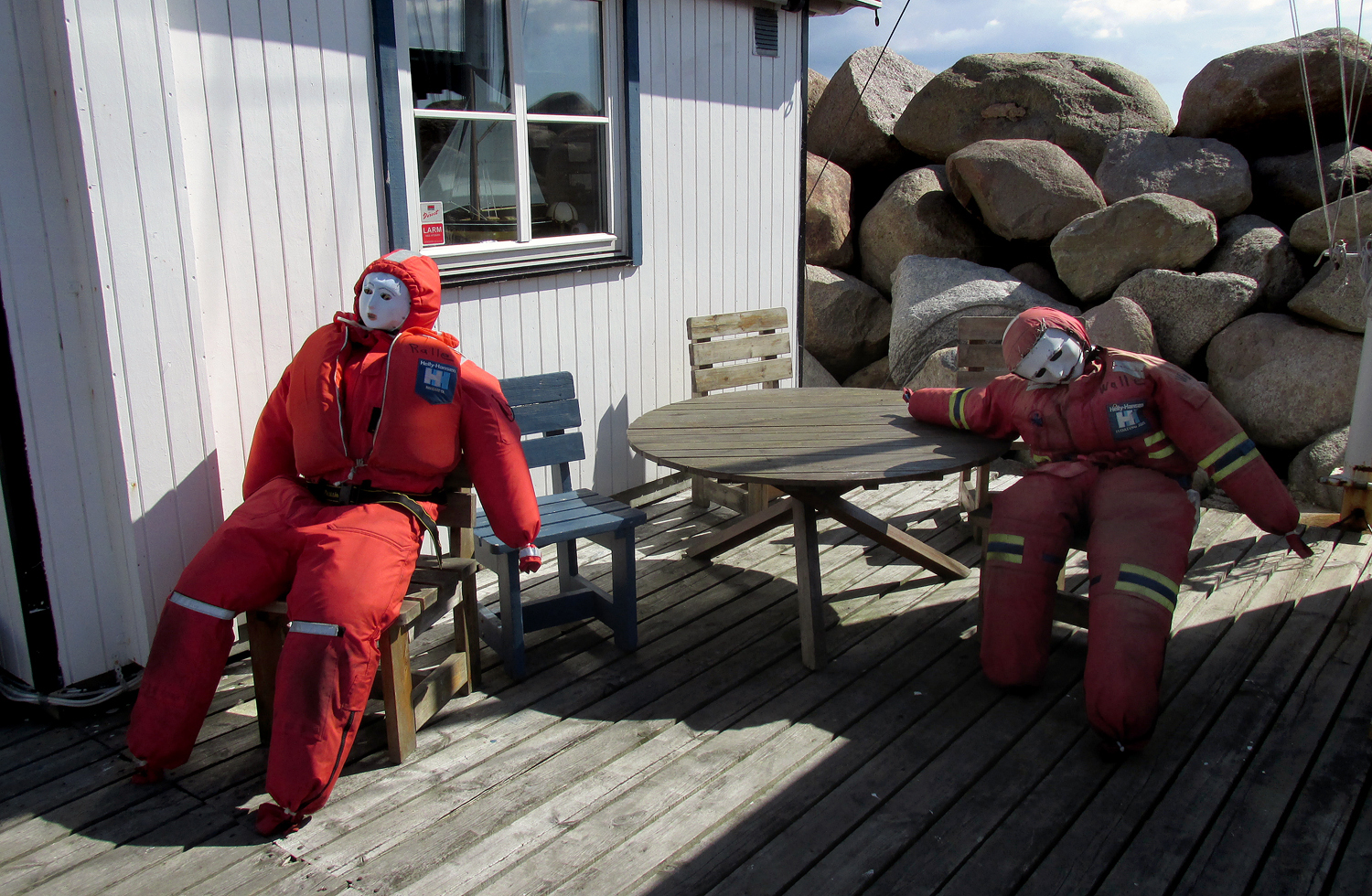
Ratujące lalki-manekiny do treningu ratowniczego w wodzie

ILS informuje, że "sport ratujący życie miał przede wszystkim zachęcać ratowników do rozwijania, utrzymywania i doskonalenia podstawowych umiejętności fizycznych i umysłowych potrzebnych do ratowania życia w środowisku wodnym". Sport składa się z szeregu dyscyplin konkurencyjnych, których celem jest "dalszy rozwój i zademonstrowanie umiejętności ratowania życia, sprawności i motywacji".
Co dwa lata ILS organizuje Mistrzostwa świata w ratownictwie sportowym, zwane serią "Rescue". W latach 1955–1995 organizacja FIS (Fédération Internationale de Sauvetage) organizowała swoje mistrzostwa świata w ratowaniu życia. W 1986 po raz pierwszy wystartowały Mistrzostwa świata w ratownictwie sportowym pod egidą WLS (World Life Saving). W 1993 roku obie federacje połączyły się w ILS i od 1994 mistrzostwa organizowane przez nową organizację. Rozgrywki odbywają się w dwóch konkurencjach: w basenie i na plaży.
Ratownicy współzawodniczą w sześciu (od konkurencji 200 m z przeszkodami ILS odchodzi na rzecz 100 m ratownik kombinowany) konkurencjach indywidualnych oraz pięciu sztafetach. W 2009 roku pierwszy raz rozegrano konkurencję SERC (Symulowana akcja ratownicza), po czym weszła do corocznego planu konkurencji Mistrzostw.
Konkurencje basenowe:
indywidualne;
- 100 holowanie manekina w płetwach
- 50 m holowanie manekina
- 100 m holowanie manekina z pasem w płetwach
- 200/100 m pływanie z przeszkodami
- 100 m holowanie kombinowane
- 200 m super ratownik
- 100 m ratownik kombinowany

zespołowe (sztafety);
- 4 x 25 m holowanie manekina
- 4 x 50 m super ratownik
- 4 x 50 m sztafeta z pasem
- 4 x 50 pływanie z przeszkodami
- 2 x 12,5 m rzut liną
- symulowana akcja ratownicza (zespół 4-osobowy)

Konkurencje oceaniczne (plażowe):
indywidualne:
- pływanie
- wyścig na deskach
- wyścig kajaków ratowniczych
- bieg/pływanie/bieg
- 90 m sprint po plaży
- 2000 m bieg po plaży
- flagi plażowe
- Oceanman/Oceanwoman

zespołowe:
- pływanie zespołowe (zespół 3-osobowy)
- ratowanie z deską (zespół 2-osobowy)
- ratowanie z pasem (zespół 2 osobowy)
- ratowanie z pasem (zespół 4-osobowy)
- sztafeta kajakowa (zespół 3-osobowy)
- sztafeta z deską (zespół 3-osobowy)
- 4 x 90 m sprint po plaży
- 3 x 1000 m bieg po plaży
- sztafeta Oceanman/Oceanwoman (zespół 4-osobowy)
- sztafeta mieszana Morski Super Ratownik (zespół 4-osobowy męsko/żeński)

Zawody mogą być też rozgrywane w basenie oraz na plażach, wtedy sprzętem, z którego zawodnicy korzystają, w zależności od konkurencji może być:
- pas ratowniczy typu „węgorz”;
- płetwy;
- deska ratownicza;
- kajak ratowniczy;
- łodzie IRB;
- łodzie morskie;
- łodzie typu BL;
- pałeczki (do biegów plażowych)
- przeszkody zanurzone na głębokość 70 cm;
- manekin ważący około 70 kg po napełnieniu wodą;
- lina 16,5 - 17,5 m[4]

Planowane jest włączenie ratownictwa sportowego do dyscyplin pokazowych na Letnie Igrzyska Olimpijskie 2032 w Australii.

## Ratownictwo Wodnesportowe w Polsce
Polskie początki ratownictwa sportowego sięgają roku 1900, kiedy to zostały rozegrane w Warszawie pierwsze zawody ratowników. Od tamtej pory dyscyplina ta cały czas ewoluuje: zmieniają się zasady rozgrywania konkurencji, wprowadzane są nowe, a inne powoli odchodzą w niepamięć (jak rzut kołem lub piłką ratowniczą).
Od 2009 roku Mistrzostwa Polski rozgrywane w czerwcu odbywają się na basenie 50-metrowym, na zasadach International Life Saving Federation (Międzynarodowej Federacji Ratownictwa), a na koniec roku na basenie 25-metrowym. 
Wodne Ochotnicze Pogotowie Ratunkowe jest polskim związkiem sportowym w dyscyplinie ratownictwo wodne i jest członkiem International Life Saving Federation oraz Polski Komitet Olimpijski, Polski Komitet Sportów Nieolimpijskich
Polskie  ratownictwo sportowe ma w swoim kilkudziesięcioletnim dorobku trzykrotnego z rzędu mistrza Polski Marcina Pyrzyńskiego z Wałbrzycha (2006 - Łódź, 2007 -  Poznań, 2008 - Bydgoszcz) oraz mistrzów świata (Zofia Krawczyk, 1978 Londyn, Wojciech Blechar, 1983 Warszawa i 1987 Warendorf oraz Krzysztof Wabicz Niemcy 1988, Jarosław Mazurek Niemcy 2008, Paweł Szkudlarek Adelajda 2012. 
W 2019 w chińskim Wuhanie podczas 7. Światowych Wojskowych Igrzyskach Sportowych polscy ratownicy (Wojciech Kotowski, Adam Dubiel, Bartosz Stanielewicz oraz Hubert Nakielski) zdobyli 6 medali światowych igrzysk wojskowych (w tym 2 złote, 2 srebrne i 2 brązowe). 
W Mistrzostwach Świata w Australii w roku 2024 Reprezentacja Polski wywalczyła trzy złote medale i tytuły Mistrzów Świata: Kacper Majchrzak - 200 m z przeszkodami (Rekord Świata 1:51,73), sztafeta 4 x 50 m z przeszkodami: Kacper Majchrzak, Adam Dubiel, Hubert Nakielski i Bartosz Makowski; sztafeta 4 x 50 m z przeszkodami juniorów: Maksymilian Topolnicki, Borys Kaszubowski, Tobiasz Staszkiewicz i Dominik Kosowski (Rekord Świata 1:41,00), a tytuł Wicemistrzów Świata w kat. junior sztafeta 4 x 25 m holowanie manekina w składzie: Maksymilian Topolnicki, Borys Kaszubowski, Tobiasz Staszkiewicz i Dominik Kosowski.